# Angiorhina puncticeps
Angiorhina puncticeps är en tvåvingeart som först beskrevs av Zetterstedt 1859.  Angiorhina puncticeps ingår i släktet Angiorhina, och familjen parasitflugor. Arten är reproducerande i Sverige.